# Estació de Catarroja
L'estació de Catarroja és una estació ferroviària situada en el municipi valencià de Catarroja a la comarca de l'Horta Sud. Forma part de les línies C-1 i C-2 de rodalies València operades per Renfe. Compta també amb alguns serveis de mitjana distància.

## Situació ferroviària
L'estació es troba en el punt quilomètric 105,1 de la línia fèrria d'ample ibèric que uneix Madrid amb València (es) a 9 metres d'altitud.
El traçat és de via doble i està electrificat.

## Història
L'estació va ser inaugurada el 24 d'octubre de 1852 amb l'obertura del tram Silla-València de la línia que pretenia unir València amb Xàtiva. Les obres van ser dutes a terme per la Companyia del Ferrocarril de Xàtiva al Grau de València. Posteriorment, aquesta companyia va passar a anomenar-se primer Companyia del Ferrocarril del Grau de València a Almansa i després Societat dels Ferrocarrils d'Almansa a Xàtiva i al Grau de València fins que, finalment, en 1862, va adoptar el que ja seria el seu nom definitiu i, per tant, el més conegut: el de la Societat dels Ferrocarrils d'Almansa a València i Tarragona o AVT, després d'aconseguir la concessió de la línia que anava de València a Tarragona. En 1941, després de la nacionalització del ferrocarril a Espanya l'estació va passar a ser gestionada per la només creada RENFE.

Des del 31 de desembre de 2004 Renfe Operadora explota la línia mentre que Adif és la titular de les instal·lacions ferroviàries.

## Serveis ferroviaris

### Rodalies
Els trens de rodalies de les línies C-1 i C-2 de rodalies València C-2 tenen parada en l'estació. Ho fan amb una freqüència de 4 a 8 trens per hora segons la franja horària.

### Mitja Distància
Algunes de les relacions que uneixen València amb Alcoi fan parada a Catarroja.
| Línia MD | Trens    | Origen/Destinació |  | Destinació/Origen |
| -------- | -------- | ----------------- |  | ----------------- |
| 47       | Regional | València          |  | Alcoi             |